# Crimewave
"Crimewave" é o single de estreia da dupla canadense Crystal Castles e da banda estadunidense Health, lançado pela gravadora Trouble Records em 2007. A NME incluiu a canção em sua lista das 150 melhores faixas dos últimos 15 anos publicada em 2011.